# Branko Mamula
Branko Mamula (v srbské cyrilici Бранко Мамула; 30. května 1921 Slavsko Polje – 19. října 2021 Tivat) byl admirál loďstva, náčelník štábu Jugoslávské lidové armády (1979–1982) a svazový sekretář lidové obrany SFRJ (1982–1988, víceméně funkce ministra obrany).

## Život

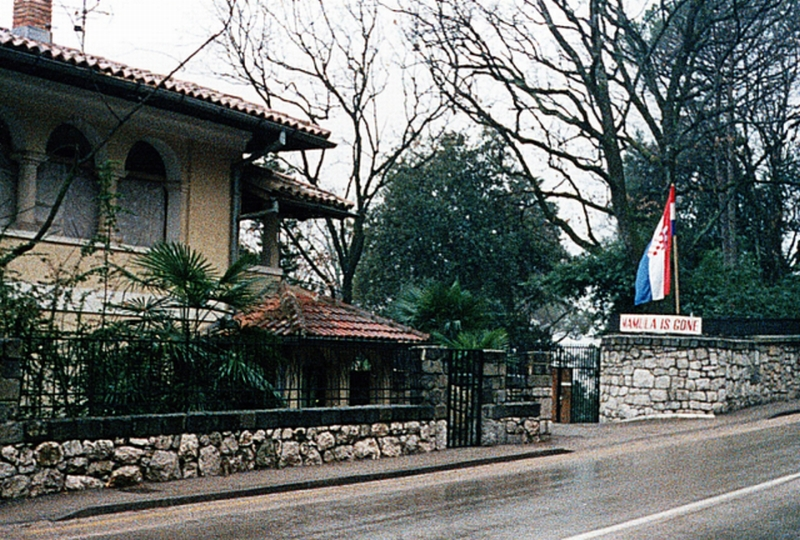
Mamulova vila v Opatiji (1991)

Mamula byl původem chorvatský Srb; během prvních fází partyzánského boje se přidal ke komunistům. Později působil v jugoslávské armádě jako politický komisař, ještě později zastával různé posty v námořnictvu. V letech 1979–1982 byl náčelníkem generálního štábu Jugoslávské lidové armády, v letech 1983–1988 pak zastával funkci svazového sekretáře lidové obrany. Poté byl penzionován a až do občanské války v Chorvatsku žil ve své vile v Opatiji, později se přestěhoval do Kotoru v Černé Hoře. I po uplynutí své funkce patřil k vlivným osobám v jugoslávské armádě. V roce 1991 ostře odmítl vznik samostatného Chorvatska, přesněji vzato jakýchkoliv nových států na území Jugoslávie, které by byly konstituovány na národnostním základě. V roce 2000 vydal knihu Slučaj Jugoslavija (Případ Jugoslávie).
Od roku 2007 žil v Tivatu v Černé Hoře. V květnu 2021 srbský tisk vzpomenul admirálovy sté narozeniny. Zemřel v Tivatu 19. října 2021.

## Vyznamenání

### Jugoslávská vyznamenání
- Řád hrdiny socialistické práce
- Řád jugoslávské hvězdy
- Řád bratrství a jednoty
- Řád lidové armády I. třídy – udělen dvakrát
- Řád lidové armády II. třídy
- Řád za vojenské zásluhy I. třídy
- Řád za vojenské zásluhy II. třídy
- Řád za zásluhy o národ II. třídy
- Řád za statečnost – udělen dvakrát
- Řád partyzánské hvězdy III. třídy
- Řád práce II. třídy
- Pamětní medaile partyzánů roku 1941

### Zahraniční vyznamenání
- velkodůstojník Řádu čestné legie – Francie
- Partyzánský kříž – Polsko
- velkokomtur Řádu cti – Řecko